# Qarakhànida
Els qarakhànides o karakhànides (dinastia qarakhànida, també karakhànida) foren una dinastia turca que va governar principalment a Kashgària del segle x al XII. Els numismatics del segle xix els van anomenar Ilek Khans, ja que Ilek (Ileg, Ilig) apareixia a les monedes, però és erroni, ja que Ilek és un nivell inferior a kan. L'altre nom, qarakhànides, deriva de kara o qara (modernament "negre" però en turc antic, el principal vent del nord) pel que Kara kan equivaldria a 'Kan Principal'. Els àrabs els anomenaven kans i de vegades Al-i Afrasiyab (casal d'Afrasiyab) per referir-se al llegendari rei dels turanians de l'epopeia nacional iraniana (turc Alp er Tonga)

## Història
Barthold pensa que eren un clan dels turcs toghuz oghuz que al primer quart del segle x van arrabassar de la regió de Balasagun (a l'oest de l'Issiq Kul) als turcs karluks. Al mateix tempos una altra tribu turca, els yaghma, també un clan dels toghuz oghuz, va ocupar Kaixgar. Kadir Khan, esmentat com el kan que va lluitar contra el samànida Nuh ben Asad de Samarcanda no seria un qarakànida sinó un kan karluk
El primer dels kans de què es té notícia és Satuk Bughra Khan, kan de Balasagun, mort vers el 955, i que va promoure la introducció de l'islam entre els seus, agafant el nom d'Abd al-Karim. En els cent anys següents els oasis de la conca del Tarim occidental i les planes del Tchu i el Talas estava sota el govern de diverses branques de la seva família, tots els quals van esdevenir musulmans (la conversió de les regions orientals es va produir a partir del 960, any en què Ibn al-Athir diu que 200.000 tendes de les tribus es van convertir). Bughra Khan Harun I (o Bughra Khan Hasan), kan de Kaixgar i Khotan va envair els dominis samànides a Transoxiana i va entrar temporalment a Bukharà el maig del 992. Arslan Ilig (o Ilil) Nasr ibn Ali, kan d'Uzkend a Fergana (mort el 1012 o 1013) va entrar vencedor a Bukharà el 23 d'octubre del 999 i va annexionar la Transoxiana on hi va haver resistència fins al 1005.
El gran kan governava directament la part oriental dels dominis amb la cort a Balasagun (Kara Ordu) a la vall del Chu del Semirechie. Un kan adjunt sota l'autoritat del primer governava la part occidental amb capital a Talas o a Kaixgar. Per sota d'aquest hi havia una jerarquia complexa de kan subordinats i governadors regionals, tots membres de la família reial. Els seus nom de regne i els títols eren turcs (entre els títols el totèmic onghun) i després de la conversió a l'islam (durant el segle X) portaren a més noms i patronímics musulmans. Els títols canviaven quan un kan ascendia en la jerarquia, cosa que fa molt difícil saber la genealogia i la cronologia.
Arslan Ilig Nasr ibn Ali d'Uzkend i Bukharà va tenir inicialment bones relacions amb Mahmud de Gazni (998-1030) al que va donar una filla en matrimoni. Mahmud va conquerir Panjab (1004-1005) i mentre era a l'Índia (1006) Arslan va envair el Khurasan i va saquejar Balkh i Nixapur. Mahmud va retornar a l'Iran i va derrotar el qarakhànida a Charkiyan prop de Balkh (4 de gener del 1008). Arslan Ilig Nasr va tenir l'ajut del seu cosí Kadir Khan Yusuf, príncep de Khotan, però en canvi el seu propi germà, Thugan Khan, va fer costat a Mahmud.
El 1017 els kitan (Liao) van enviar un exèrcit contra els qarakhànides de Kaixgar; el kan Tughan Khan els va rebutjar. Els kitan van enviar una ambaixada a Mahmud de Gazni però el gaznèvida estava enfeinat a l'Índia (conquesta de Thaneswar el 1014, saqueig de Mathura el 1019, setge de Gwalior el 1020-1021, saqueig de Somnath el 1025). Després del 1025, ja amb els seus dominis fins al Ganges i Malwa, va decidir arreglar els afers amb el qarakhànida que governava Samarcanda i Bukharà, Ali Tegin. Aquest basava el seu poder en el suport de les bandes oghuz dirigides per Arslan Israil, Toghril o Chaghri (els seljúcides), però fou derrotat i Mahmud va entrar a Samarcanda; al mateix temps va entrar a Transoxiana el qarakhànida Kadir Khan Yusuf de Kaixgar i es va trobar amb Mahmud amb el qual es va entrevistar a Samarcanda per acordar un repartiment del país (1025). Quan Mahmud va tornar al Khurasan, Ali Tegin va recuperar Bukharà i Samarcanda (1026).
El gaznèvida Masud I ben Mahmud (1030-1040) fill i successor de Mahmud, va enviar una nova expedició contra Ali Tegin; l'exèrcit gaznèvida va ocupar Bukharà però no s'hi va poder mantenir (1032). Ali Tegin va morir poc després (1034) i els seus fills (que representaven la branca "alida" sorgida d'Abu l-Hassan Ali Arslan Khan Kara Khan - o Ali Kara Khan- net de Satuk Bughra Kara Khan) no van poder conservar el domini enfront de l'altra branca (la hasanita, descendent de Hasan o Harun Bughra Khan I, un altre net de Satuk Bughra Kara Khan) més que uns anys i vers 1041 (tot i que van lluitar uns anys més) va acabar en mans de dos germans de la branca hasanita, Ayn al-Dawla Arslan Kara Khan Muayyad Muhammad I i Abu Ishak Ibrahim I Buri Tegin conegut per Tamghatsh Khan que van regnar a Bukharà i Samarcanda del 1041 o 1042 al 1052 i 1068 respectivament (el primer com a gran kan i el segon subordinat, i a partir del 1052 com a gran kan). Buri Tegin fou considerat pels historiadors musulmans un exemple de príncep just i pietós; aquest kan sembla que va renunciar a les províncies de Khuttal i Caghaniyan que havia adquirit dels gaznèvides davant la impossibilitat de conservar-les enfront dels seljúcides.
Els kans de la branca occidental inicial eren ara grans kans i dominaven tot el kanat oriental, i en endavant es pot considerar com a branca occidental la de Transoxiana i l'antiga occidental esdevenia oriental. Un unificat kanat oriental estava format per la regió del Semirechie, Fergana oriental, i Kaixgaria, amb capitals a Balasagun (Kara Ordu) i Kaixgar (capital religiosa i cultural). El kanat occidental o de Transoxiana el formaven la Fergana occidental incloent Uzkend la primera capital (que després va passar al kanat oriental amb la Fergana occidental), després traslladada a Samarcanda. La zona entre ambdós al Sirdarià fou sovint objecte de litigi entre les dues branques.
Mentre els gaznèvides foren derrotats a la batalla de Dandanakan (23 de maig de 1040) prop de Merw pels turcs seljúcides que s'havien apoderat del Khurasan i els van rebutjar cap a l'Afganistan i Índia. El seljúcida Toghrul Beg va sotmetre Pèrsia i el 1055 va entrar a Bagdad i el califa el va reconèixer com a soldà i rei de l'est i l'oest.
A Samarcanda i Bukharà Shams al-Mulk Nasr (1068-1080), fill i successor (1068) de Buri Tegin, mecenes de les arts i dels savis, i famós per l'esplendor de la seva cort, va ser atacat el 1072 pel soldà seljúcida Alp Arslan que va morir en aquesta campanya i el va succeir el seu fill gran Màlik-Xah I; es va dirigir a Samarcanda però al darrer moment va acceptar la petició de pau de Shams al-Mulk, que va poder conservar el poder com a vassall. Així la branca qarakhànida de Transoxiana va esdevenir una dependència dels dominis seljúcides.
A la regió de l'Ili i Kaixgar, els qarakhànides es van unificar sota Kadir Khan Yusuf (Balasagun Kaixgar i Khotan). A la seva mort els seus fills Arslan Khan i Muhàmmad Bughra Khan (1032-1057) es van repartir els dominis: la major part al primer, i la plana de Talas al segon, però aquest va reunificar el país vers el 1055 arrabassant la Kashgària al seu germà. Però aviat hi va haver nous repartiments (1057). Al final del segle xi altre cop es van unificar sota Bughra Khan Harun (mort el 1102).
El 1130 la Kashgària i la conca del Issiq Kul fou ocupada pels kitan del regne Liao i els qarakhànides van restar vassals. Balasagun va esdevenir la capital dels kara-khitai i els qarakhànides van restar a Kaixgar. Quan el 1210/1211 van arribar els naiman el kan Muhammad estava presoner i fou alliberat per ser reinstal·lat al tron, però va morir abans de poder ser restaurat en una revolta interna i Kaixgar va quedar en poder de Kuchtlug el kan naiman.

## Llista dels kans

### Karluks
- Kol Bilge Kara Khan vers 840-870
- Bazir Khan ? -910

### Qarakhànides
- Satuk Bughra Kara Khan Abd al-Karim 920-956
- Musa Bughra Khan 956-958
- Suleyman Arslan Khan 958-970 ?
- Ali Abu l-Hassan Arslan Khan Kara Khan 970-998
- Ahmad Nasr al-Hakk Kutb ad-Dawla 998-1017
- Mansur Nur al-Dawla 1017-1024
- Muhammad Toghan Khan 1024-1026
- A la branca occidental 1026

### Khans occidentals
- Bughra Khan Harun I vers 992 (net de Satuk Bughra Khan) a Kaixgar
- Tughan Khan vers 1017 de Kaixgar (regnava abans del 1008 i fins vers 1020)
- Kadir Khan Yusuf (de Khotan, després -vers 1020- de Kaixgar, unifica el kanat i estableix la capital a Uzkend el 1026, agafa el nom de Yusuf Nasr al-Dawla Malik al-Mashrik wa'l-Sin 1026-1032)
- Sulayman Arslan Khan II 1032-1055 de Balasagun, Kaixgaria i Khotan
- Muhammad Bughra Khan 1055-1057 (segona unificació, 1032-1055 de Talas)
- Ibrahim I 1057-1059
- Mahmud Toghril Qara 1059-1074
- Umar Toghril Tigin 1074-1075
- Harun Abu Ali Tamghach Bughra Kara Khan (Bughra Khan Harun II) 1075-1102 (tercera unificació)
- Ahmad Nur al-Dawla 1102-1128

### Khans vassalls dels Kara-Khitai
- Ibrahim II 1128-1158
- Muhammad 1158- ?
- Yusuf Abu l-Muzaffar Arslan Khan ? -1205
- Abu l-Fath Muhammad ? -1211
- Naimans 1211-1227
- Mongols 1227

## Transoxiana sota dependència dels seljúcides, kara-khitai i xas de Coràsmia
El 1089 Ahmad Khan ibn Khidr, nebot de Shams al-Mulk, es va revoltar i Malik Shah hi va fer una expedició cridat pels ulemes, tradicionalment enfrontats als kans en aquesta regió. Malik Shah va ocupar Uzkend i Ahmad fou fet presoner però després alliberat i reinstal·lat breument com a vassall, fins que els ulemes el van fer executar per heretgia i de simpaties ismaïlites. Els kans següents foren de designació del sultà seljúcida.
El 1096 el govern del Khurasan va passar al seljúcida Sandjar, que tenia uns 12 anys, amb residència principal a Merw. El qarakhànida Kadir Khan Djibrail de Kaixgar va envair el territori, però Sandjar el va derrotar i matar a prop de Termedh (1102).
- Yakub 1089-1095
- Masud I 1095-1097
- Sulayman Kadir Tamghach 1097
- Mahmud I 1097-1099
- Harun Tigin 1099
- Djibrail Kadir Khan (de Kaixgar abans de 1099 fins a 1102) 1099-1102
- Muhammad II Arslan Khan 1102-1130
- Nasr II 1128-1129
- Ahmad II 1128-1130
- al-Hasan (Hasan Tegin) 1130-1132
- Ibrahim II 1132
- Rukn al-Din Mahmud II 1132-1141

El qarakhànida de Transoxiana Arslan Khan (Muhammad II ibn Sulayman, nebot i gendre de Sandjar) va fugir davant la invasió del seu parent, però Sandjar el va instal·lar de nou a Transoxiana fins al 1130 en què enemistats els dos homes, Sandjar va ocupar Samarcanda i Arslan fou enderrocat i substituït pel seu parent qarakhànida Hassan Tegin (1130-1132), i després per Rukn al-Din Mahmud ibn Muhammad (1132-1141), un altre nebot de Sandjar.
El 1141 la Transoxiana fou envaïda pels kara-khitai emigrats des de la Xina que onze anys abans havien sotmès el kanat oriental. Sanjar els va anar a fer front amb el suport de Rukn al-Din Mahmud ibn Muhammad però va patir una greu desfeta a l'estepa de Katwan prop de Samarcanda (9 de setembre del 1141) i va haver de fugir al Khurasan. Transoxiana va passar als kara-khitai, i Atsiz de Coràsmia es va revoltar contra els seljúcides.
Elks kara khitai van posar al tron de Samarcanda a diversos kans titelles, i a Bukharà el poder va passar de facto als caps religiosos sunnites, els sudur de la família Burhan, lleials als kara khitai tot i que eren pagans (però tolerants). Rukn al-Din Mahmud ibn Muhammad va restar al Khurasan fins a la seva mort el 1164, i quan Sandjar fou fet presoner pels oghuz va ser proclamat emir de Khurasan per l'exèrcit seljúcida mancat de cap (1153). Sandjar fou alliberat el 1156 i Mahmud va reprendre el títol quan va morir (1157). La seva branca (branca hasanita) es va extingir amb els seus fills Nasr i Muhammad i el kanat va quedan en poder de la branca alida.
El 1204 Ala al-Din Muhàmmad de Coràsmia va demanar ajut contra els gúrides al gurkhan dels kara-khitai, el seu nominal sobirà, que va enviar al general Tayanku-Taraz i al kan qarakhànida Uthman (1200-1212), senyor de  Samarcanda. Amb aquest reforç Ala al-Din va derrotar els gúrides a Hazarasp (1204). Els kara-khitai van empaitar als gúrides i els van derrotar completament a Andhakui a l'est de Balkh (setembre-octubre del 1204). Uthman va fer aliança amb Ala al-Din i junts van ocupar Bukharà; la sobirania dels xas de Coràsmia sobre sobre els qarakhànides de Transoxiana es va establir substituint a la dels kara-khitai. Aquestos van reaccionar i van recuperar Samarcanda, però el general Tayanku fou fet presoner en una batalla lliurada en un lloc incert, bé a l'estepa d'Ilamish, prop d'Andidjan a la vall de Fergana o bé a l'estepa de Talas (1210) i el domini d'Uthman com a vassall dels xas de Coràsmia, es va consolidar.
El 1212 Uthman de Samarcanda va refusar obediència al xa de Coràsmia. Ala al-Din va avançar cap a la seva capital, la va conquerir i saquejar i va fer executar a Uthman, que fou el darrer representant de la dinastia qarakhànida que havia governat Transoxiana durant més de dos segles.

### Khans qarakhànides de Transoxiana
- Arslan Ilig (o Ilil) Nasr ibn Ali, kan (Ilek) d'Uzkend, conquesta Bukharà 999-1020
- Ali Tigin, germà de Kadir Khan Yusuf de la branca oriental vers 1020-1025
- Ocupació de Mahmud de Gazni 1025-1026
- Ali Tigin (segona vegada) 1026-1034
- Yusuf 1034-1041/1042
- Arslan Tigin 1034-1041/1042
- Arslan Kara Khan Muayyad Muhammad I 1041/1042-1052
- Abu Ishak Ibrahim I Buri Tegin (Tamghatsh Khan) 1041/1042-1068

#### Vassall del sultà seljúcida
- Shams al-Mulk Abu l-Hasan Nasr ibn Ibrahim I 1068-1080 (1073, vassall seljúcida)
- al-Khidr Abu Shuja 1080-1081
- Ahmad I 1081-1089
- Yakub 1089-1095
- Masud I 1095-1097
- Sulayman Kadir Tamghach 1097
- Mahmud I 1097-1099
- Harun Tigin 1099
- Djibrail Kadir Khan (de Kaixgar abans de 1099 fins a 1102) 1099-1102
- Muhammad II Arslan Khan 1102-1130
- Nasr II 1128-1129
- Ahmad II 1128-1130
- al-Hasan (Hasan Tegin) 1130-1132
- Ibrahim II 1132
- Rukn al-Din Mahmud II 1132-1141

#### Vassalls del gurkhan kara khitai
- Ibrahim III 1141-1156 (1141, vassall kara khitai)
- Ali II Chaghri Khan 1156-1160
- Masud II 1160-1178
- Nasr III 1164-1173
- Muhammad III 1171-1174
- Ibrahim IV 1178-1203
- Uthman Bughra ibn Ibrahim 1203-1210

### Vassalls del xas de Coràsmia
- Uthman Bughra 1210-1212
- Annexió per Coràsmia 1212

## Branca de Fergana
Després de la invasió karakitai del 1141 una branca separada es va instal·lar a Fergana amb capital a Uzkend, com a vassalla dels invasors. El 1211 el kan governant, Arslan, es va declarar independent i vassall de Genguis Khan. Els prínceps d'aquesta branca van conservar el govern fins a una data desconeguda (vers 1300) com a vassalls mongols. No se'n sap res de la seva història o governants excepte l'esmentat Arslan.